# Elsa-Brita Stjernberg
Elsa-Brita Stjernberg, född 11 juni 1923, död 2013, var en svensk arkitekt.
Hon var den tredje kvinnan i historien som utexaminerades vid Chalmers arkitektlinje. 
De första åren efter examen var Elsa-Brita Stjernberg anställd på F O Peterson & Söner och medverkade till bland annat SKF:s huvudkontor. 1954 startade hon sitt eget arkitektkontor.
Elsa-Brita Stjernberg har ritat Ingrid Bergmans sommarstuga på ön Dannholmen i Fjällbacka distrikt i Bohuslän.
Hon ritade även en bostad i Paris för Ingrid Bergman.
Efter att Konserthallen på Liseberg brann ner 1973 var Elsa-Brita Stjernberg med och vann idétävlingen i konkurrens med bland annat Tivoliarkitekterna i Köpenhamn.
Ela-Brita Stjernberg var en av två arkitekter som skapade Lisebergs Generalplan–75, syftet med Generalplanen var att utgöra grunden för den utbyggnad och förändring av Liseberg som kom att bli aktuell under en femtonårsperiod 1976-1990. Detta ledde till ett 25 år långt samarbete med Liseberg, där hon bland annat har varit med och ritat Lisebergstornet.
Förutom Liseberg har hon varit inblandad i skapandet av NCC:s huvudkontor i Gullbergsvass, postterminalen i Borås och monteringsfabriken på Volvo Lastvagnar, flerfamiljshus och villor.